# Polski Senovec
Polski Senovec (in bulgaro: Полски Сеновец) è un villaggio bulgaro del comune di Polski Trămbeš, nella regione di Veliko Tărnovo.

## Storia
Polski Senovec è stato costruito successivamente dei precedenti centri abitati Sarnica, Glogata, Dunavlij e Suvandžikjoj nel XV secolo. La prima scuola del monastero fu fondata nel 1847. La scuola successivamente prese il nome di Scuola elementare "Nikola Vapcarov", in onore del primo sindaco dopo la liberazione della Bulgaria. Nel 1883 è stato fondato il Centro letterario "Nadežda".

## Geografia fisica
Polski Senovec è situato nella piana del Danubio. È localizzato tra le colline Barcinata e Celebi bardo. Nell'area di Polski Senovec ci sono delle sorgenti minerali.

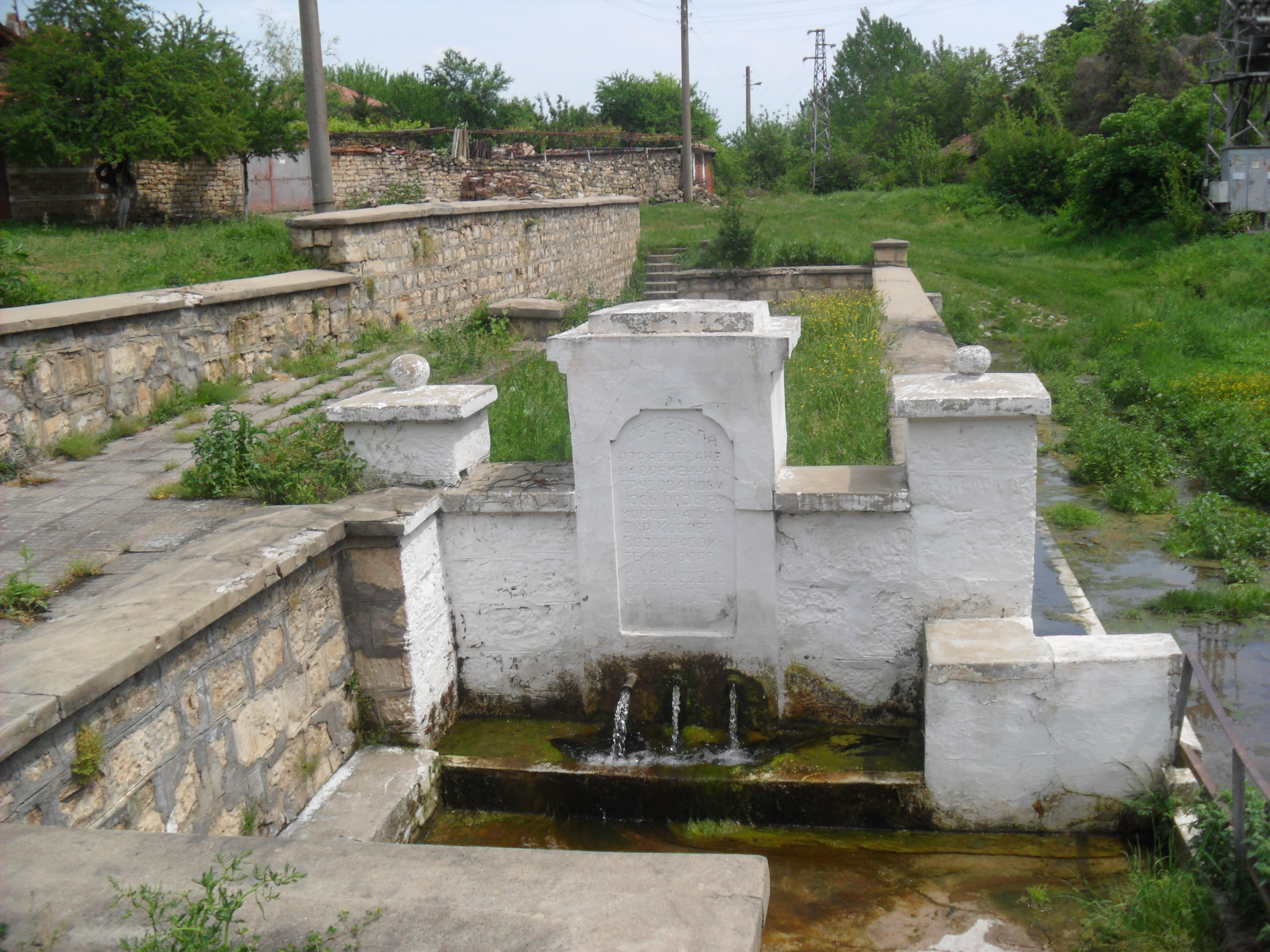
Fontana a Polski Senovec
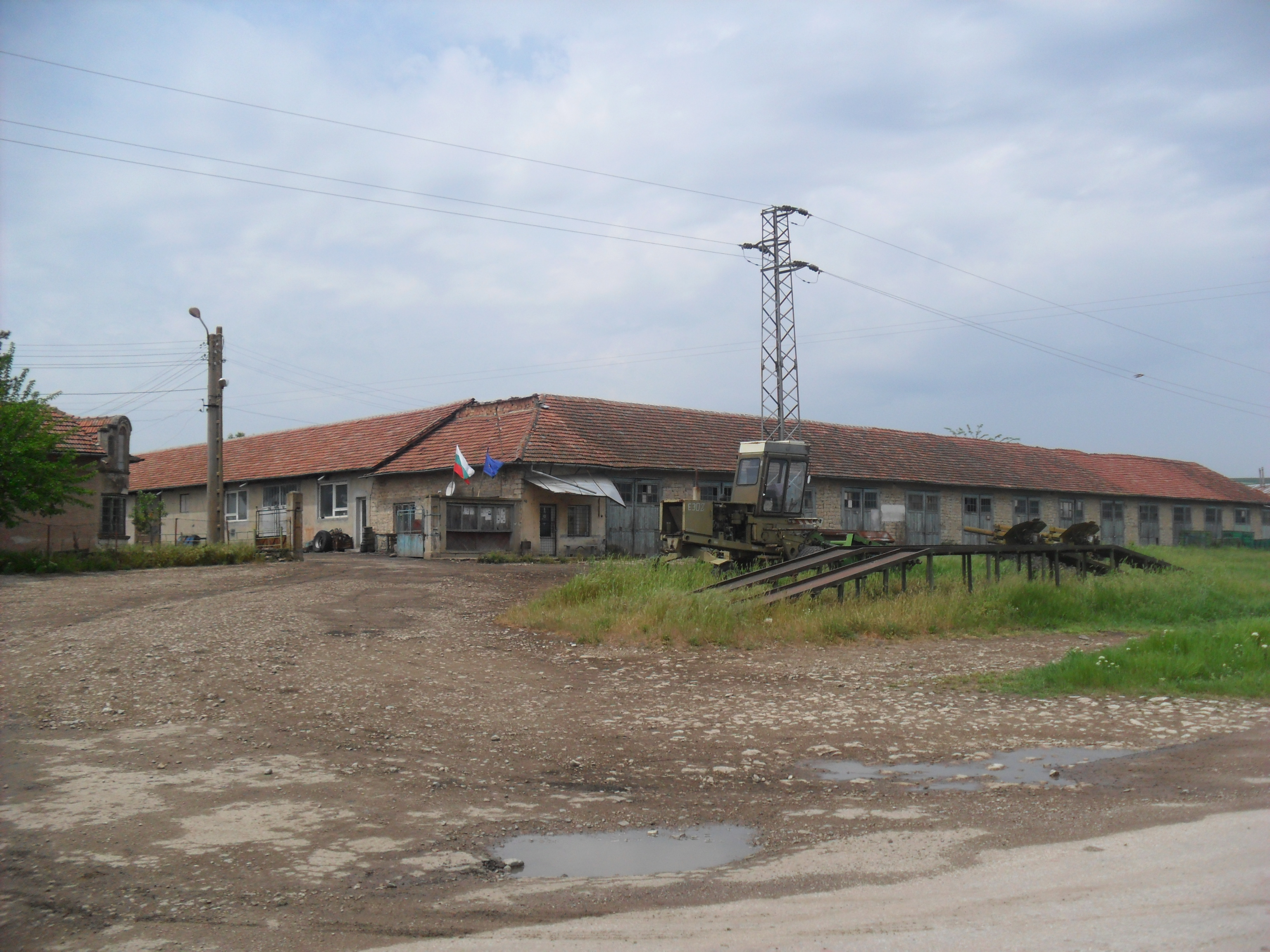
Cooperativa
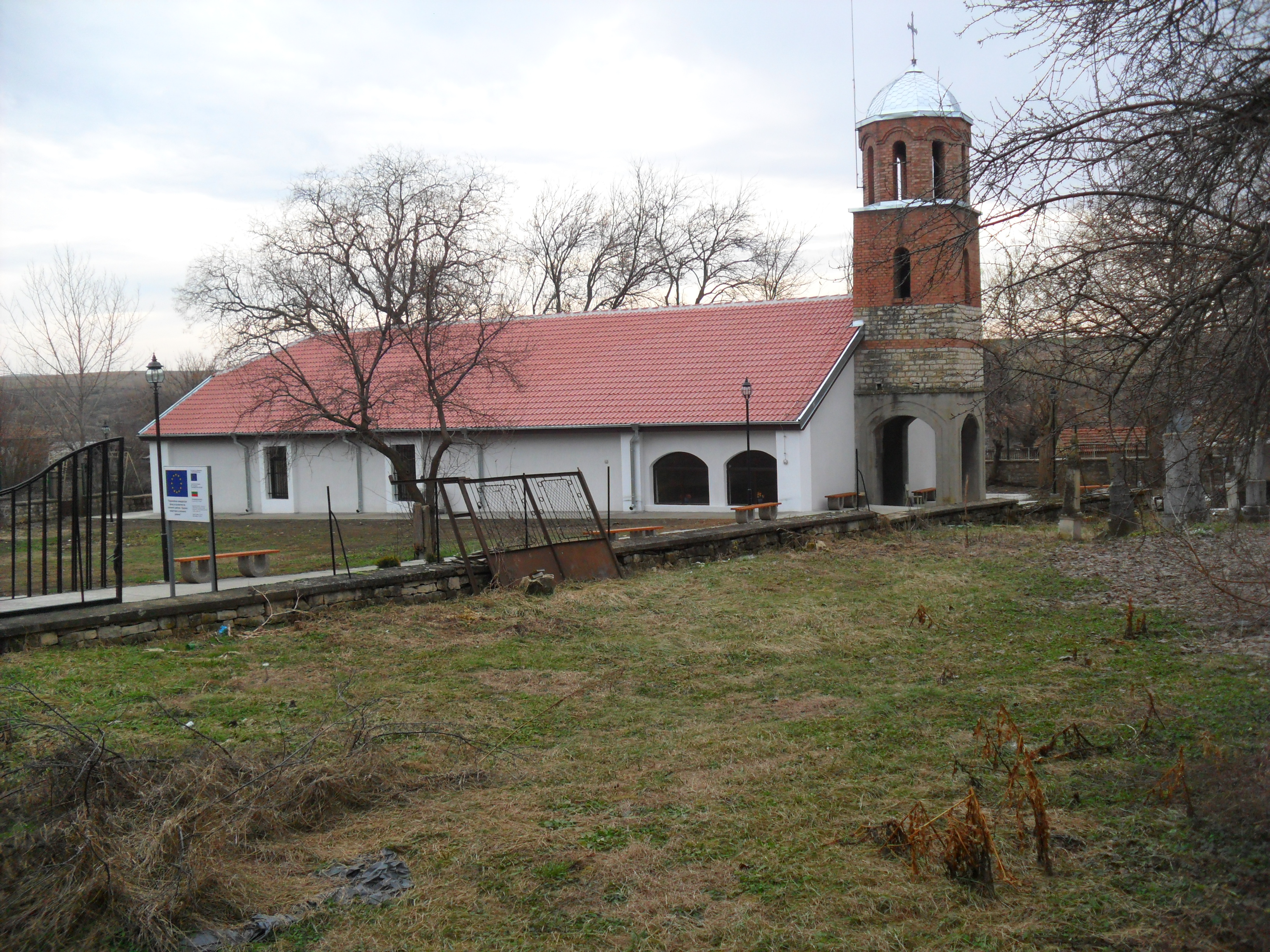
Chiesa di San Teodoro Stratilat
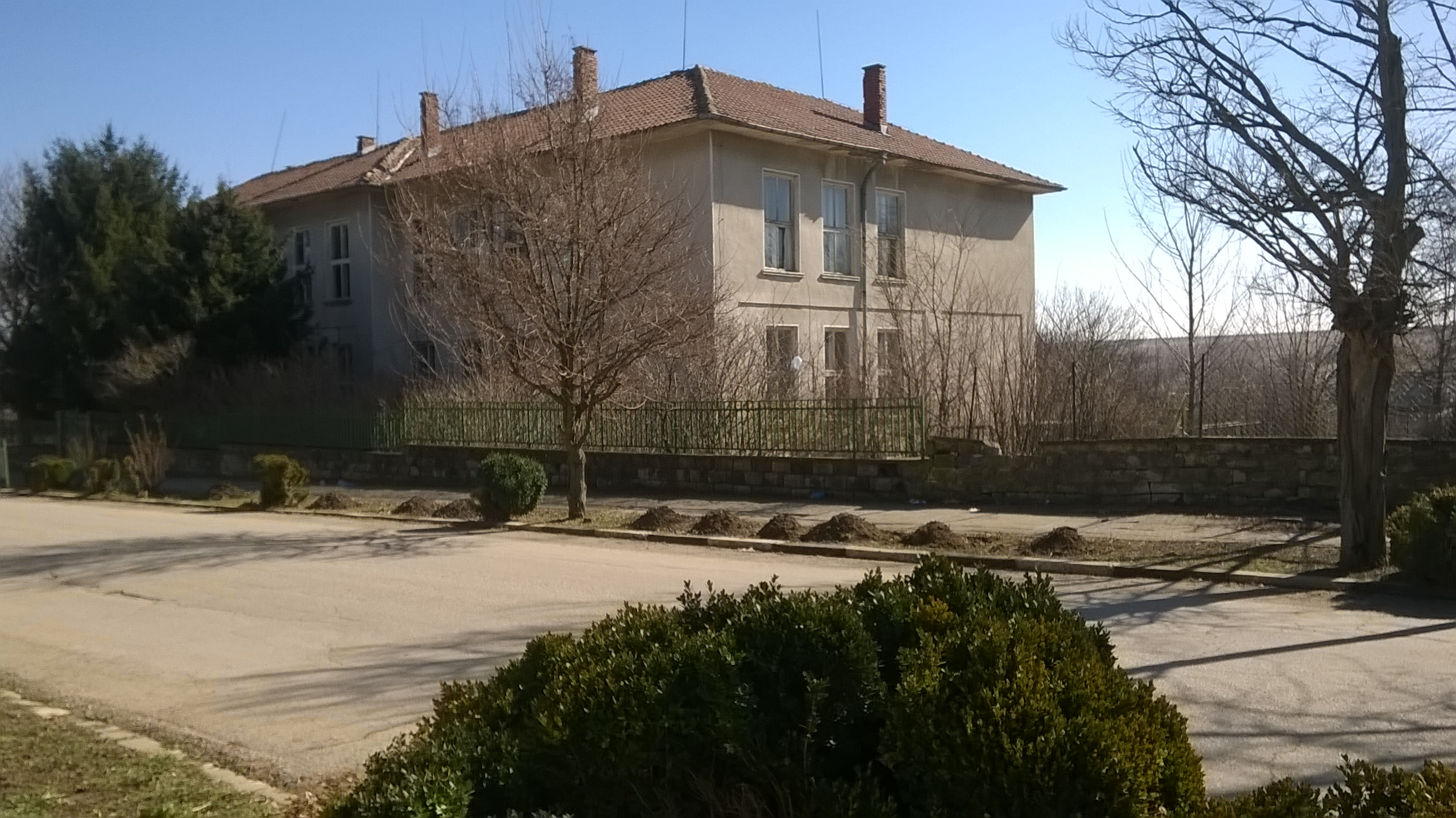
Scuola Nikola Vapcarov
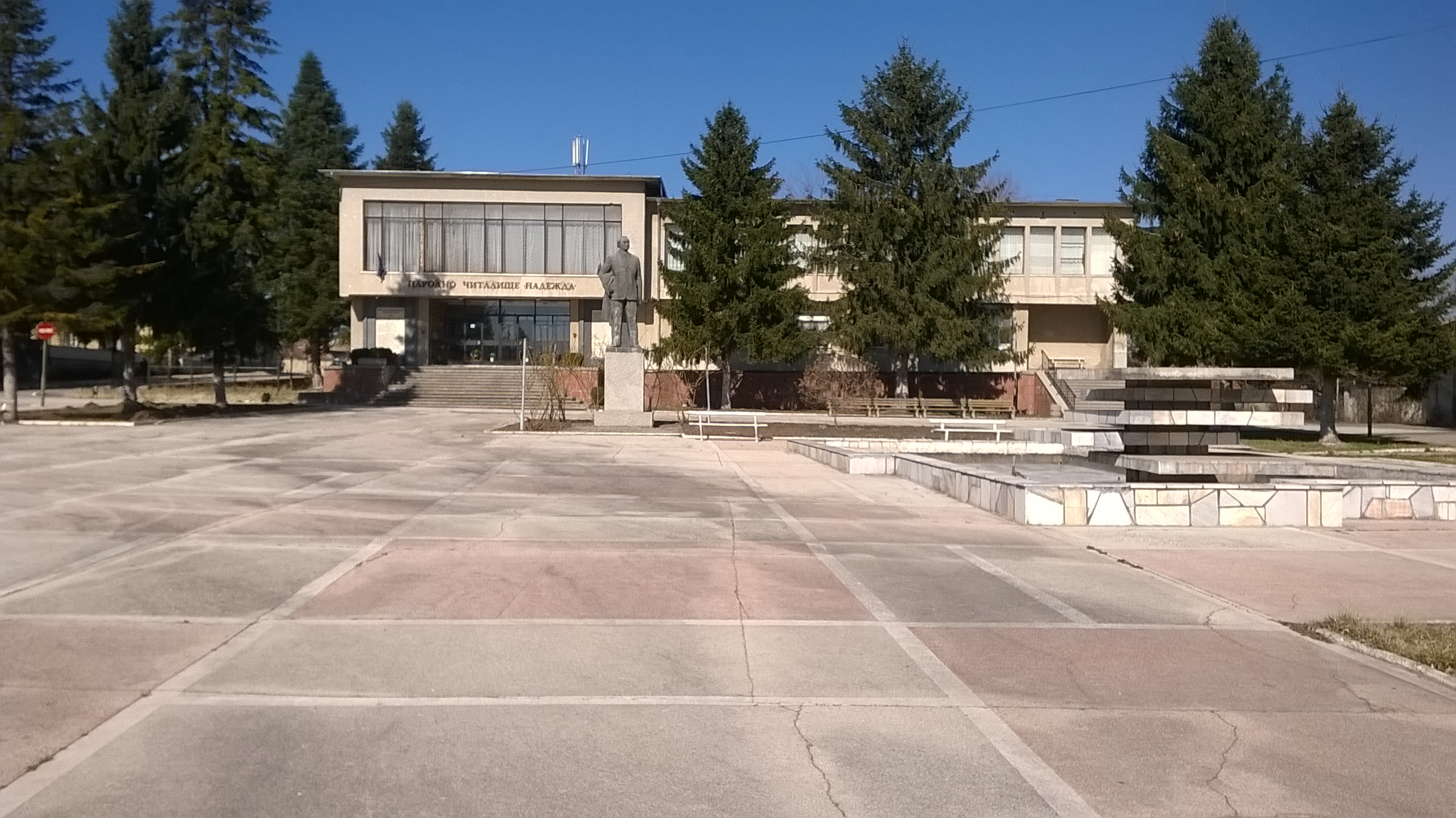
Centro letterario Nadežda